# Kreuzjoch
Kreuzjoch (2558 m n. m.) je hora v Kitzbühelských Alpách v rakouské spolkové zemi Tyrolsko. Nachází se mezi údolími Zillertal a Gerlostal asi 14 km severovýchodně od městečka Mayrhofen. Kreuzjoch je nejvyšším bodem Kitzbühelských Alp.
Na vrchol lze vystoupit po několika značených turistických cestách, například z obce Gerlos (1245 m n. m.).